# Lithobates megapoda
Espèce
Synonymes
- Rana trilobata Mocquard, 1899
- Rana megapoda Taylor, 1942

Statut de conservation UICN

 VU B2ab(i,ii,iii) : Vulnérable
Lithobates megapoda est une espèce d'amphibiens de la famille des Ranidae.

## Répartition
Cette espèce est endémique du centre-Ouest du Mexique,. Elle se rencontre entre 823 et 1 520 m d'altitude du Sud de l'État de Nayarit et de l'Ouest de l'État de Jalisco au Nord de l'État de Michoacán et au Sud de l'État de Guanajuato.

## Publication originale
- Taylor, 1942 : New Caudata and Salientia from Mexico. University of Kansas Science Bulletin, vol. 28, no 14, p. 295-323 (texte intégral).